# Hamburg Open 2025 - Qualificazioni singolare femminile
Le qualificazioni del singolare femminile del Hamburg Open 2025 sono un torneo di tennis preliminare per accedere alla fase finale della manifestazione disputate il 13 e 14 luglio 2025. Le vincitrici dell'ultimo turno entreranno di diritto nel tabellone principale. In caso di ritiro di una o più giocatrici aventi diritto, a queste subentreranno le lucky loser, ossia le giocatrici che perderanno nell'ultimo turno ma che avevano una classifica più alta rispetto alle altre partecipanti che avevano comunque perso nel turno finale.

## Teste di serie
1. Carlota Martínez Círez (primo turno)
2. Sada Nahimana (ultimo turno, lucky loser)
3. Valerija Strachova (ritirata)
4. Irina Bara (primo turno)
5. Eva Vedder (qualificata)
6. Marija Timofeeva (qualificata)

1. Nicole Fossa Huergo (ultimo turno, lucky loser)
2. Caroline Werner (qualificata)
3. Tena Lukas (primo turno)
4. Jibek Kulambaeva (ultimo turno)
5. Renáta Jamrichová (primo turno)
6. Ariana Geerlings (qualificata)

## Qualificate
1. Aleksandra Krunić
2. Valentina Steiner
3. Ariana Geerlings

1. Caroline Werner
2. Eva Vedder
3. Marija Timofeeva

### Lucky loser
1. Sada Nahimana

1. Nicole Fossa Huergo

## Tabellone

### Sezione 1
|  | Primo turno | Primo turno            | Primo turno            | Primo turno | Primo turno |  |  | Ultimo turno | Ultimo turno      | Ultimo turno | Ultimo turno | Ultimo turno |  |
|  |             |                        |                        |             |             |  |  |              |                   |              |              |              |  |
|  | 1           | Carlota Martínez Círez | Carlota Martínez Círez | 4           | 3           |  |  |              |                   |              |              |              |  |
|  | WC          | Anna Petkovic          | Anna Petkovic          | 6           | 6           |  |  | WC           | Anna Petkovic     | 6            | 2            | 65           |  |
|  |             | Aleksandra Krunić      | Aleksandra Krunić      | 6           | 6           |  |  |              | Aleksandra Krunić | 4            | 6            | 7            |  |
|  | 9           | Tena Lukas             | Tena Lukas             | 4           | 2           |  |  |              |                   |              |              |              |  |

### Sezione 2
|  | Primo turno | Primo turno        | Primo turno        | Primo turno | Primo turno |  |  | Ultimo turno | Ultimo turno      | Ultimo turno      | Ultimo turno | Ultimo turno |  |
|  |             |                    |                    |             |             |  |  |              |                   |                   |              |              |  |
|  | 2           | Sada Nahimana      | Sada Nahimana      | 6           | 6           |  |  |              |                   |                   |              |              |  |
|  | Alt         | Michaela Bayerlová | Michaela Bayerlová | 3           | 4           |  |  | 2            | Sada Nahimana     | Sada Nahimana     | 3            | 2            |  |
|  | WC          | Valentina Steiner  | Valentina Steiner  | 6           | 6           |  |  | WC           | Valentina Steiner | Valentina Steiner | 6            | 6            |  |
|  | 11          | Renáta Jamrichová  | Renáta Jamrichová  | 2           | 4           |  |  |              |                   |                   |              |              |  |

### Sezione 3
|  | Primo turno | Primo turno      | Primo turno    | Primo turno | Primo turno |  |  | Ultimo turno | Ultimo turno     | Ultimo turno     | Ultimo turno | Ultimo turno |  |
|  |             |                  |                |             |             |  |  |              |                  |                  |              |              |  |
|  | Alt         | Nadiia Kolb      | Nadiia Kolb    | 2           | 2           |  |  |              |                  |                  |              |              |  |
|  |             | Elena Malõgina   | Elena Malõgina | 6           | 6           |  |  |              | Elena Malõgina   | Elena Malõgina   | 3            | 2            |  |
|  |             | Sofia Šapatava   | 7              | 2           | 3           |  |  | 12           | Ariana Geerlings | Ariana Geerlings | 6            | 6            |  |
|  | 12          | Ariana Geerlings | 65             | 6           | 6           |  |  |              |                  |                  |              |              |  |

### Sezione 4
|  | Primo turno | Primo turno             | Primo turno      | Primo turno | Primo turno |  |  | Ultimo turno | Ultimo turno            | Ultimo turno            | Ultimo turno | Ultimo turno |  |
|  |             |                         |                  |             |             |  |  |              |                         |                         |              |              |  |
|  | 4           | Irina Bara              | 6                | 1           | 3           |  |  |              |                         |                         |              |              |  |
|  | WC          | Tessa Johanna Brockmann | 4                | 6           | 6           |  |  | WC           | Tessa Johanna Brockmann | Tessa Johanna Brockmann | 5            | 5            |  |
|  |             | Gergana Topalova        | Gergana Topalova | 3           | 2           |  |  | 8            | Caroline Werner         | Caroline Werner         | 7            | 7            |  |
|  | 8           | Caroline Werner         | Caroline Werner  | 6           | 6           |  |  |              |                         |                         |              |              |  |

### Sezione 5
|  | Primo turno | Primo turno         | Primo turno | Primo turno | Primo turno |  |  | Ultimo turno | Ultimo turno        | Ultimo turno        | Ultimo turno | Ultimo turno |  |
|  |             |                     |             |             |             |  |  |              |                     |                     |              |              |  |
|  | 5           | Eva Vedder          | 6           | 62          | 6           |  |  |              |                     |                     |              |              |  |
|  | WC          | Sonja Zhenikhova    | 4           | 7           | 4           |  |  | 5            | Eva Vedder          | Eva Vedder          | 6            | 6            |  |
|  |             | Diletta Cherubini   | 64          | 7           | 4           |  |  | 7            | Nicole Fossa Huergo | Nicole Fossa Huergo | 3            | 3            |  |
|  | 7           | Nicole Fossa Huergo | 7           | 60          | 6           |  |  |              |                     |                     |              |              |  |

### Sezione 6
|  | Primo turno | Primo turno      | Primo turno      | Primo turno | Primo turno |  |  | Ultimo turno | Ultimo turno     | Ultimo turno     | Ultimo turno | Ultimo turno |  |
|  |             |                  |                  |             |             |  |  |              |                  |                  |              |              |  |
|  | 6           | Marija Timofeeva | Marija Timofeeva | 6           | 6           |  |  |              |                  |                  |              |              |  |
|  |             | Ekaterina Jašina | Ekaterina Jašina | 0           | 2           |  |  | 6            | Marija Timofeeva | Marija Timofeeva | 6            | 6            |  |
|  |             | Mina Hodzic      | Mina Hodzic      | 4           | 5           |  |  | 10           | Jibek Kulambaeva | Jibek Kulambaeva | 1            | 2            |  |
|  | 10          | Jibek Kulambaeva | Jibek Kulambaeva | 6           | 7           |  |  |              |                  |                  |              |              |  |